# Гіпергенез
Гіпергене́з — процеси хімічного і фізичного перетворення мінералів як у верхніх частинах земної кори, так і на її поверхні під впливом атмосфери, гідросфери і біосфери.

## Загальний опис
У геології рудних родовищ гіпергенні процеси — це процеси, які відбуваються відносно близько до поверхні на відміну від глибоких гіпогенних процесів. Супергенні процеси включають переважання циркуляції метеорної води (тобто води, отриманої з опадів) із супутнім окисненням і хімічним вивітрюванням. Проникаючі у земну кору води окиснюють первинні (гіпогенні) сульфідні рудні мінерали і перерозподіляють металеві рудні елементи. Супергенне збагачення відбувається в основі окисненої частини рудного родовища. Метали, які були вилужені з окисненої руди, переносяться вниз перколяційними ґрунтовими водами та реагують з гіпогенними сульфідами на межі суперген-гіпоген. Реакція утворює вторинні сульфіди з вмістом металів, вищим, ніж у первинній руді. Це особливо помітно в родовищах мідної руди, де сульфідні мінерали міді халькозин (Cu2S), ковелін (CuS), дигеніт (Cu18S10) і дюрлеїт (Cu31S16) відкладаються поверхневими водами, що спускаються.
Усі такі процеси відбуваються в основному за атмосферних умов, близько кімнатної температури (25 °C) і стандартного атмосферного тиску (1 атм).

## Класифікація
Поділяють гіпергенез на 2 етапи і відповідно виділяють 2 зони гіпергенезу:
- криптогіпергенез, що протікає в анаеробному середовищі;
- власне гіпергенез, пов'язаний з аеробними умовами.

За іншою концепцією запропоновано розрізнювати 3 зони Г.:
- поверхневу зону супрагіпергенезу,
- зону мезогіпергенезу,
- зону протогіпергенезу.

Головну роль в гіпергенезі відіграють хімічний розклад, розчинення, гідроліз, гідратація, окиснення і карбонатизація. Широко розвинені колоїдно-хімічні процеси, зокрема сорбція, розкристалізація гелів, переосадження і явища йонного обміну, біогеохімічні процеси.
В результаті гіпергенезу формуються родовища:
- залишкові (руди нікелю, заліза, марганцю, магнезиту, бокситів, каолініту);
- інфільтраційні (руди урану, міді, самородної сірки);
- розсипні (золото, платина, мінерали титану, вольфраму, олова);
- осадові (вугілля, горючі сланці, солі, фосфорити, руди заліза, марганцю, алюмінію, урану, міді, ванадію, гравій, піски, глини, вапняки, гіпс, яшма, трепел).